# La Monnaie/De Munt
Il Théâtre Royal de la Monnaie (più semplicemente la Monnaie) in francese, o Koninklijke Muntschouwburg (semplicemente de Munt) in fiammingo, è un teatro di Bruxelles in Belgio. Il nome in entrambe le lingue significa "Teatro Reale della Zecca". 
Oggi l'Opera Nazionale del Belgio, una istituzione federale, prende il nome dall'edificio in cui è ubicata. Pertanto, de Munt/la Monnaie si riferiscono entrambi sia alla struttura che alla istituzione artistica.
Come teatro principale del Belgio, è una delle poche istituzioni culturali nazionali a vivere dei finanziamenti pubblici per la sua attività artistica. Altri teatri d'opera in Belgio, come la Vlaamse Opera e la Opéra Royal de Wallonie, sono finanziate dai governi regionali.

## Storia
Negli ultimi tre decenni la de Munt/la Monnaie ha riguadagnato la reputazione di uno dei maggiori teatri d'opera d'Europa, grazie al lavoro dei direttori che si sono succeduti, ovvero Gérard Mortier, Bernard Foccroulle ed il direttore musicale Antonio Pappano.
L'attuale edificio è il terzo teatro costruito su quel sito. Il prospetto risale al 1818 ma è stato ristrutturato nel 1856 e poi ancora nel 1986. Il foyer e la sala sono stati costruiti nel 1856, ma quasi tutti gli elementi dell'attuale struttura sono stati rinnovati negli anni ottanta.

### Il teatro di Gio Paolo Bombarda (1700 - 1818)
Il primo teatro pubblico permanente per l'opera di Bruxelles venne costruito fra il 1695 ed il 1700 dagli architetti veneziani Paolo e Pietro Bezzi, a seguito di un piano di ricostruzione successivo al bombardamento di Bruxelles del 1695 da parte dell'esercito francese di Luigi XIV. Esso venne costruito sul sito della vecchia zecca di Stato. Il nome di questo sito de Munt o la Monnaie ("la zecca") rimase collegato al teatro per i secoli a venire. La costruzione del Teatro venne promossa da Massimiliano II Emanuele di Baviera, in quel tempo Governatore dei Paesi Bassi spagnoli. Egli incaricò il suo tesoriere, l'italiano Gio Paolo Bombarda, di finanziare e sovraintendere alla costruzione dell'opera.
Il primo spettacolo, del quale si ha menzione nel quotidiano locale, fu costituito dall'opera Atys di Jean-Baptiste Lully, rappresentata il 19 novembre 1700. Il repertorio operistico francese dominò la produzione del teatro nei secoli seguenti, anche se vennero rappresentate, sporadicamente, opere del repertorio veneziano e di autori non francesi. Fino alla metà del XIX secolo, oltre a spettacoli di opera, balletti e concerti, venivano rappresentati anche spettacoli di prosa.
Dal XVIII secolo il palcoscenico del de Munt/la Monnaie venne considerato il secondo teatro in lingua francese dopo i maggiori teatri di Parigi. Sotto il regno del principe Carlo Alessandro di Lorena, che fu un vero mecenate delle arti, il teatro raggiunse livelli di eccellenza. All'epoca esso ospitava una compagnia di teatro d'opera, un corpo di ballo, un coro ed un'orchestra. La magnificenza degli spettacoli andò scemando durante gli ultimi anni del dominio austriaco, a seguito delle politiche economiche rigorose dell'imperatore Giuseppe II.
Dopo il 1795, quando l'esercito rivoluzionario francese occupò le province del Belgio, il Teatro divenne una istituzione dipartimentale francese.
Fra i tagli alle spese, venne abolito il Corps de Ballet. Durante questo periodo, diversi attori e cantanti francesi fra i più famosi si esibirono nel teatro durante le loro tournée nelle province dell'Impero. Persino Napoleone, in visita a Bruxelles, giudicò il vecchio Teatro in condizioni troppo cattive per uno dei maggiori teatri dell'Impero. Egli diede ordine di ricostruire il teatro in stile più monumentale, degno di una delle città più importanti dell'Impero, ma nulla fu fatto durante il suo regno. Finalmente il progetto andò in porto sotto gli auspici del nuovo Regno Unito dei Paesi Bassi ed il vecchio edificio di Bombarda venne demolito nel 1818.

### Il teatro di Louis Damesme (1818 - 1855)
Il vecchio Teatro venne sostituito da un nuovo edificio in stile neoclassico, disegnato dall'architetto francese Louis Damesme. Contrariamente all'edificio di Bombarda, che era ubicato lungo la strada e completamente circondato da altri edifici, il nuovo teatro venne collocato al centro di una piazza di nuova costruzione. Questo gli diede un'apparenza più monumentale ma nello stesso tempo lo rese più sicuro in quanto più facilmente accessibile in caso di incendi, un tempo molto frequenti in questo tipo di strutture. Tra l'altro, in caso d'incendio, sarebbe stata più difficile la propagazione delle fiamme agli edifici vicini. La nuova sala venne inaugurata il 25 maggio 1819 con l'opera La Caravane du Caire, del compositore belga André Ernest Modeste Grétry.
Come maggior teatro di lingua francese del nuovo Regno Unito dei Paesi Bassi, la Monnaie avrebbe dovuto testimoniare il fulgore del nuovo Stato da poco costituito. Il teatro passò sotto la giurisdizione della Città di Bruxelles, che ebbe il diritto di nominare un direttore incaricato della gestione. In questo periodo attori famosi, come François Joseph Talma, e cantanti come Maria Malibran, si esibirono a la Monnaie. Il Corps de Ballet venne reintrodotto e passò sotto la supervisione del danzatore e coreografo Jean-Antoine Petipa, padre del famoso Marius Petipa.
De Munt avrebbe giocato un ruolo preminente nella formazione del Regno del Belgio. L'opera La muta di Portici di Daniel Auber venne programmata nell'agosto 1830, dopo che era stata vietata da re Guglielmo II per il suo contenuto incitante alla rivolta. Alla rappresentazione di quest'opera, la sera del 25 agosto 1830, si scatenò una rivolta che costituì la scintilla che fece scattare la rivoluzione belga, che condusse poi all'indipendenza del Belgio. L'edificio del Damesme continuò ad essere utilizzato per oltre un ventennio come maggior teatro d'opera del Belgio, prima che venisse raso al suolo da un pauroso incendio, avvenuto il 21 gennaio del 1855, che lasciò in piedi soltanto le pareti esterne e la facciata.

### Il teatro di Joseph Poelaert dal 1856

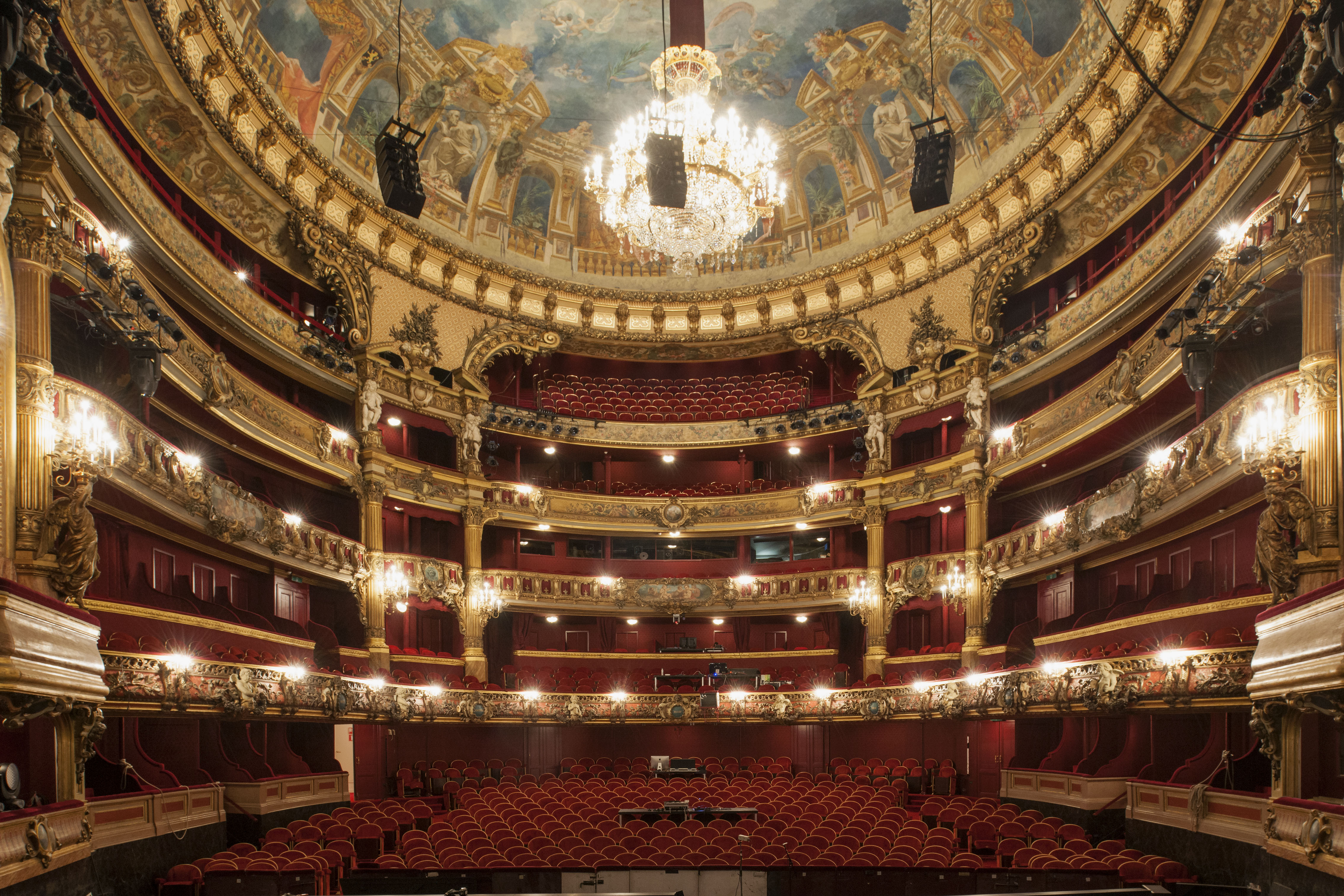
La Sala interna.

Dopo l'incendio del gennaio 1855 il teatro venne ricostruito, su disegno di Joseph Poelaert, nel giro di quattordici mesi. La sala, con 1.200 posti, ed il foyer vennero decorati nell'allora popolare stile eclettico. Una mistura di neo barocco, neo rococo e neo rinascimentale.
Per la decorazione si fece largo uso di dorato, cartone-pierre, sculture, velluto rosso e broccato. La sala venne dotata di un enorme candelabro pendente dalla volta a cupola. Esso era realizzato in bronzo dorato e cristalli di Murano. Gli affreschi della volta, che rappresentano Il Belgio che protegge le Arti, furono realizzati dalla bottega dai pittori parigini François-Joseph Nolau (Parigi 1804 – 1883) ed Auguste Alfred Rubé (Parigi, 1815 – 1899), due decoratori famosi per aver lavorato all'Operà de Paris. Nel 1887 la cupola venne ridipinta da Auguste-Alfred Rubé (Parigi, 1815 – 1899) e da Philippe-Marie Chaperon (Parigi, 1826 – 1907), in quanto gli affreschi erano stati già seriamente danneggiati dal fumo delle candele del grande lampadario. Questi affreschi rimasero in sito fino al 1985, quando vennero asportati durante la ristrutturazione e sostituiti con una pessima copia del pittore belga Xavier Crolls. Dal 1988 al 1998 gli affreschi di Rubé e Chaperon rimasero in restauro e nel 1999 vennero risistemati al loro posto. Oggi La Monnaie è considerato uno dei più bei teatri d'opera d'Europa. I sobri colori dell'esterno che si vedono oggi vennero realizzati diversi decenni dopo. Poelaert non intese mai imbiancare questi muri esterni. Nel 1856 gli esterni non avevano nessuna verniciatura, come provato da alcune fotografie del tempo.
Il nuovo Théatre Royal de la Monnaie aprì il 25 marzo 1856 con l'opera Jaguarita l'Indienne di Fromental Halévy. Verso la metà del XIX secolo il repertorio era dominato da opere di autori francesi come Halévy, Daniel Auber e Giacomo Meyerbeer, e di compositori italiani come, Gioachino Rossini, Gaetano Donizetti, Vincenzo Bellini e Giuseppe Verdi, che avevano un considerevole successo a Parigi.

### Il teatro nel XX secolo
A seguito di un difetto nella costruzione delle fondazioni si rese subito necessario un intervento sui lavori di Poelaert. Seguirono poi alcuni lavori all'inizio del XX secolo e intorno agli anni cinquanta venne realizzato un nuovo edificio scenico. Nel 1985 fu deciso un rinnovamento generale del teatro. Venne innalzato il tetto di quattro metri, e allungato il palcoscenico al di fuori dell'area dell'edificio. Venne poi creata una cornice di acciaio per rafforzare le pareti perimetrali dell'edificio e per aumentare la profondità del palcoscenico. I colori della sala, fra i quali primeggiava il rosso e l'oro, rimasero pressoché identici. Gli affreschi del soffitto vennero rimossi per essere restaurati e rimessi in sito soltanto nel 1999. Essi vennero sostituiti da una copia temporanei dai colori molto più brillanti dipinta direttamente sul soffitto di stucco.
La sala d'ingresso ed il grande scalone subirono un rifacimento integrale, anche se con caratteristiche originali come il monumento di Paul Dubois del direttore musicale Dupont (1910) ed un numero di dipinti monumentali (1907-1933) di Emile Fabry, che vennero mantenuti. L'architetto Charles Vandenhove di Liegi realizzò una nuova concezione architettonica per l'ingresso nel 1985-86. Egli chiese a due artisti americani di dare il loro contributo: Sol Lewitt disegnò un pavimento in marmo bianco e nero, mentre Sam Frencis dipinse un triptych montato al soffitto. Vandenhove disegnò anche una nuova decorazione interna per il Salon Royal, una stanza di ricevimento connessa al palco reale. Per questo progetto collaborò con l'artista francese Daniel Buren.
Con una capienza elevata a 1.700 posti il teatro venne inaugurato il 12 novembre 1986 con l'esecuzione della Sinfonia No. 9 di Beethoven.
Nel 1998 la maggior parte dello spazio disponibile lasciato libero dai Vanderborght Department Store, situato dietro al teatro, venne acquistato dal de Munt/la Monnaie. L'edificio venne ristrutturato ed adattato ad usi tecnici e per gli uffici che in precedenza erano sparsi in diversi punti della città. L'edificio comprende anche sale per le prove, come la Malibran adibita a sala prove per l'opera, e la Fiocco per l'orchestra. Esse possono poi essere trasformate per ospitare spettacoli pubblici.

## Direzione

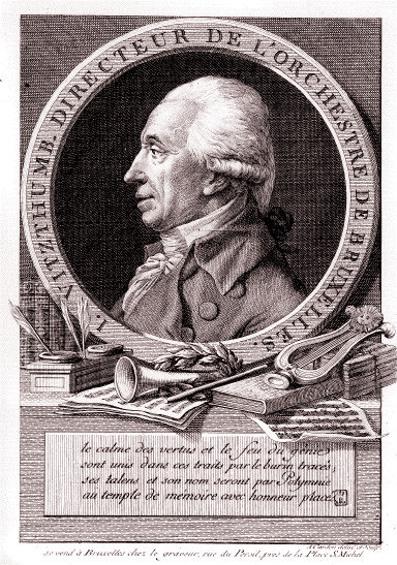
Ignaz Vitzthumb, direttore musicale de la Monnaie nel XVIII secolo

Nel corso degli anni 1980 la Monnaie venne diretta da Gerard Mortier. Bernard Foccroulle gli succedette nel 1991 rimanendo alla guida dell'istituzione per quindici anni ed aumentando la reputazione del teatro che Mortier aveva guadagnato negli anni 1980.

## Prime mondiali a La Monnaie
- Jules Massenet: Hérodiade (19 dicembre 1881)
- Ernest Reyer: Sigurd (7 gennaio 1884)
- Emanuel Chabrier: Gwendoline (10 aprile 1886)
- Benjamin Godard: Jocelyn (25 febbraio 1888)
- Ernest Reyer: Salammbô (10 febbraio 1890)
- Vincent d'Indy: Fervaal (12 marzo 1897)
- Vincent d'Indy: L'Étranger (7 gennaio 1903)
- Ernest Chausson: Le Roi Arthus (30 novembre 1903)
- Darius Milhaud: Les Malheurs d'Orphée (7 maggio 1926)
- Arthur Honegger: Antigone (28 dicembre 1927)
- Sergei Prokofiev: Igrok (The Gambler), 29 aprile 1929)
- Philippe Boesmans: La Passion de Gilles (18 ottobre 1983)
- Mark Morris: L'Allegro, il Penseroso ed il Moderato (22 novembre 1988)
- John Adams: The Death of Klinghoffer (19 marzo 1991)
- Philippe Boesmans: Reigen (4 marzo 1993)
- Philippe Boesmans: Wintermärchen (10 dicembre 1999)
- Philippe Boesmans: Julie (8 marzo 2005)